# Bareq
Bariq je grad u Saudijskoj Arabiji, u pokrajini Asiru. Grad leži na 389 metara nadmorske visine. Ima oko 50.113 stanovnika (popis 2010.) Nalazi se oko 90 km od obale Crvenog mora, u dolini okruženoj kamenim zidinama.